# Die Kinder der Résistance
Die Kinder der Résistance (im französischen Original: Les Enfants de la Résistance) ist eine belgische Comicreihe von Vincent Dugomier und Benoît Ers. Der erste Band wurde am 7. Mai 2015 veröffentlicht, es erschienen Übersetzungen in mehreren Sprachen, darunter auch Deutsch. In Frankreich und Belgien wurde die Serie zum Verkaufserfolg.

## Inhalt
Die Comicserie erzählt die Geschichte von drei Kindern, die sich in einem französischen Dorf der Besetzung Frankreichs durch die Deutschen im Zweiten Weltkrieg widersetzen. Die Geschichte beginnt im Sommer 1940 kurz nach der französischen Niederlage, der Teilung Frankreichs in den von Nazideutschland besetzten Norden und die „Freie Zone“ im Süden und der Ausrufung von Vichy-Frankreich unter Marschall Pétain. In dem kleinen Dorf Pontain-l'Écluse, am Marne-Rhein-Kanal in der besetzten Zone gelegen, beschließt der dreizehnjährige François Guillet, sich den Nazis zu widersetzen. Seine gleichaltrigen Freunde Eusèbe Marnier und Lisa Baum schließen sich ihm in diesem Vorhaben an. Was mit Flugblättern aus einer Kinderdruckerei beginnt, zieht immer größere Kreise, als die drei unter dem Pseudonym „Der Luchs“ allmählich zum Koordinationszentrum des lokalen Widerstandes werden.
Die Comics zeigen die Besetzung Frankreichs aus Sicht der drei Kinder, greifen aber auch über deren unmittelbare Erlebnisse hinaus. Jeder Band behandelt dabei einen anderen thematischen Schwerpunkt, darunter die Schleusung von Flüchtlingen aus der besetzten Zone, die Judenverfolgung oder den „Krieg der Funker“ zwischen den Untergrundsendern und der deutschen Funkabwehr. Eingebettet sind die Schwerpunkte in den Widerstand der „kleinen Leute“ – vom Verstecken einzelner Personen bis hin zu Streiks und öffentlichen Protesten – und den Konflikt innerhalb der französischen Gesellschaft, die sich in Widerständler, Kollaborateure und Abwartende aufteilt. Im klassischen franko-belgischen Stil gehalten, kommentiert eine auktoriale Stimme den oft unbedachten Überschwang der kindlichen Unternehmungen, die opportunistischen Entscheidungen der Erwachsenen, die Begegnungen mit Wehrmachtssoldaten, die nicht als dumpfe Monster, sondern durchaus ambivalent dargestellt werden. Jeder Band besitzt außerdem einen Anhang mit einer historischen Kontextualisierung über bedeutende Akteure, die Entstehung der Resistance und die dargestellten Themen.

## Personen der Handlung
- François Guillet: François ist ein 13-jähriger Junge, der auf der elterlichen Farm aufgewachsen ist. Er ist lebhaft, einfallsreich und wagemutig. Aufgrund des Erbsystems ist es ihm als Zweitgeborenem möglich, über die Grundschule hinaus zur Schule zu gehen, als Ausgleich dafür, dass sein älterer Bruder einmal die Farm erben wird. Als die Deutschen in Pontain-L’Ecluse einrücken und die nahegelegene Schleuse des Marne-Kanals besetzen, hat François nur eines im Sinn: sich ihnen irgendwie zu widersetzen und ihnen den Triumph nicht zu gönnen! Die Bereitschaft vieler Erwachsener, sich resigniert mit der Situation abzufinden und unter den neuen Herren weiterzumachen, stößt ihn ab, genau wie das überhebliche Verhalten der Besatzungssoldaten. Er ist die treibende Kraft und der inoffizielle Anführer der Drei.
- Eusèbe Marnier: Eusèbe ist der Sohn des Dorflehrers und Francois bester Freund. Er ist schüchterner und vorsichtiger als dieser und zweifelt zu Beginn daran, dass ein paar Kinder tatsächlich etwas bewirken könnten. Diese Zweifel verfliegen jedoch mit jeder erfolgreichen Aktion mehr. Sein Vater stellt hohe Erwartungen an ihn, da er um die Privilegien seines Sohnes weiß, gleichzeitig unterschätzt er dessen Fähigkeiten.
- Lisa Baum: Lisa ist eine Kriegswaise, die von Flüchtlingen einfach vor der Farm der Guillets zurückgelassen wurde und von diesen aufgenommen wird. Sie stammt aus Berlin, ihre Eltern waren Gegner des Naziregimes, die mit ihr nach Belgien auswanderten. Auf der Flucht nach Frankreich verlor sie ihre Eltern durch einen Angriff der deutschen Luftwaffe. Zunächst verbirgt sie ihre Herkunft und gibt an, deutschsprachige Belgierin aus Eupen zu sein, aus Angst, nach Deutschland geschickt zu werden. Erst nach und nach vertraut sie Francois und Eusèbe die Wahrheit an. Ihre Herkunft und ihre Erlebnisse machen Lisa auch zum Sinnbild dafür, dass nicht alle Deutschen Nazis sind.

## Alben

### Band 1:Erste Aktionen(05/2015)
Der erste Band beginnt im Sommer 1940 in Pontain-l’Écluse im Burgund. Nach dem französischen Debakel während des deutschen Westfeldzugs wird das Dorf von der deutschen Armee besetzt und seine Bewohner müssen sich mit der Niederlage arrangieren, was viel zu viele der Erwachsenen der Meinung von Francois nach zu schnell tun. Er entscheidet sich, den Besatzern nach Kräften zu widerstehen und gewinnt schnell seinen besten Freund Eusèbe und das Flüchtlingsmädchen Lisa für diese Sache. Sie beginnen damit, Flugblätter zu drucken, mit denen sie die Menschen in der Region zum Widerstand mobilisieren wollen. Aufgebracht über den Tod seines in der Schlacht von Dünkirchen gefallenen Freundes Martin, dem Wärter der nahegelegenen großen Kanalschleuse, geht Francois den nächsten Schritt: Er sabotiert die Hangdrainage des nahen Marne-Rhein-Kanals, die das Abrutschen des Erdreichs in diesen verhindert. Bei einem Besuch bei seinem Onkel in Paris findet Francois sich aber auch in einem Loyalitätskonflikt wieder, da sein Onkel mit der Petain-Regierung sympathisiert. Sein Erlebnis mit zwei deutschen Soldaten, die ohne zu zögern in eine brennende Wohnung stürmen, um die Bewohner zu retten, macht deutlich, dass die Lage komplexer ist als anfangs gedacht. Wieder zuhause, hat seine Sabotage schließlich Erfolg, doch dies hat Konsequenzen.

### Band 2:Erste Repressionen(04/2016)
François, Eusèbe und Lisa sind allmählich nicht mehr allein in ihrem Widerstand. Unabhängig voneinander entstehen aus unterschiedlichsten Anlässen erste, voneinander isolierte Widerstandszellen. So entscheiden sich die Eltern von Eusèbe, mit Hilfe des Dorfpfarrers einen aus der Kriegsgefangenschaft entflohenen französischen Soldaten zu verstecken und in die freie Zone zu schleusen. Die drei Kinder unterstützten insgeheim dieses Vorhaben, indem sie Kontakte zu weiteren Helfern herstellen und einen weiteren Flüchtling zur Schule lotsen. Sie erfinden auch ihr Alias, den „Luchs“, mit dem sie fortan ihre Botschaften unterzeichnen. Doch die Besatzer machen allmählich Jagd auf die Entflohenen und deren Helfer, wobei sie auch vor Mord nicht zurück schrecken. Und der Widerstand fordert erste persönlichere Opfer.

### Band 3:Die beiden Giganten(02/2017)
Nach dem Tod seines Vaters setzen Francois und seine Freunde ihren Widerstand trotz ihrer Bedenken fort. Mittlerweile hat „der Luchs“ auch über die direkte Umgebung hinaus Bekanntheit erlangt und Francois versucht, die Hintermänner zu kontaktieren, die seinem Vater geholfen haben. So kommt es zum Kontakt mit „Phoenix“, einem britischen Feldagenten. Derweil bringt der Besuch von Francois’ Onkel die ideologischen Differenzen zu Tage, die sich in der französischen Bevölkerung zwischen den Unterstützern Petains und denen DeGaulles auszubilden beginnen. Der Kriegseintritt der beiden Giganten Sowjetunion und USA im Jahr 1941 verschiebt das Kräfteverhältnis zugunsten der Alliierten und weckt Hoffnung auf eine Niederlage der Nazis.

### Band 4:Die Eskalation(02/2018)
Im Auftrag von „Phoenix“ ist es Eusèbe, Lisa und François gelungen, die örtliche Altkupferverwertung für die deutsche Waffenproduktion zu sabotieren. Doch dem Triumph folgt der Rückschlag, als „Phoenix“ von den Deutschen aufgespürt und getötet wird. Ihres Kontakts beraubt versuchen die drei Freunde nun, ihr Netzwerk am Laufen zu halten und wieder in Verbindung mit London zu treten. Gleichzeitig verstärkt sich der Druck auf Frankreichs Juden und das Schleusernetzwerk wird nun benötigt, um diese aus der besetzten Zone in den Süden zu bringen. Zum Kampf gegen die Besatzer kommt nun auch der verstärkte Kampf gegen Kollaborateure, die mit den Nazis gemeinsame Sache machen oder deren Ideologie unterstützen.

### Band 5:Das geteilte Land(01/2019)
Der Widerstand verstärkt sich: Aus London reist ein neuer Kontaktmann an, ein so genannter „Pianist“, ein Untergrundfunker, der fortan den Kontakt mit London halten wird. Dies bedeutet, dass „der Luchs“ nun dafür sorgen muss, dass die deutsche Funkabwehr den Pianisten nicht zu fassen bekommt, ein gefährliches Katz-und-Maus-Spiel. Hilfe bekommen Francois und seine Freunde durch ihren neuen Verbündeten „Hermes“, der sich als fähiger Organisator einbringt. Der Krieg geht derweil unerbittlich weiter, die Alliierten landen 1942 in Nordafrika, Wehrmachtseinheiten besetzen Südfrankreich, die französische Flotte versenkt sich in Toulon. Die deutschen Soldaten in Pontain-l’Écluse haben ihre Position an der Schleuse massiv befestigt, doch die Zahl der Überflüge alliierter Maschinen nimmt zu.  Während der Druck der Besatzer zunimmt und mit der „Milice Francaise“ allmählich ein neuer Feind in Erscheinung tritt, kommt der Krieg nach Pontain-l’Écluse: Britische Bomber nehmen die Schleuse ins Visier.

### Band 6:Ungehorsam!(01/2020)
Um den Arbeitskräftemangel im Deutschen Reich zu bekämpfen, beginnen die Nazis damit, französische Arbeiter zwangsweise zu rekrutieren. Francois und seine Freunde setzen alles daran, mit Flugblättern die Bevölkerung zum Widerstand zu mobilisieren und Zwangsverpflichteten bei der Flucht zu helfen. Es kommt zu Streiks und Unruhen, die Besatzer antworten mit Verfolgung und Repressalien. Ihre Helfer aus der französischen Miliz werden derweil immer mehr zu einem Problem für den Widerstand. Akte des zivilen Ungehorsams, wie die Bewegung der „Zazou“, nehmen zu und an der zerstörten Schleuse in Pontain-l’Écluse formiert sich die Keimzelle für den örtlichen bewaffneten Widerstand.

### Band 7:Vom Himmel gefallen(03/2021)
Über Pontain-l’Écluse wird im Frühjahr 1943 ein alliiertes Flugzeug abgeschossen. Die Deutschen vor Ort setzen nun alles daran, die Besatzung zu ergreifen. Mit ihrem Widerstandsnetz versuchen die drei Jugendlichen nun, die alliierten Flieger vor den Besatzern zu finden und ihnen die Rückkehr nach England zu ermöglichen. Unterdessen formiert sich auf Betreiben von Jean Moulin der Nationale Widerstandsrat, der die unterschiedlichen Widerstandsgruppierungen in Frankreich koordinieren soll.

### Band 8:Kämpfen oder sterben(09/2022)
Mehr als einmal sind Francois, Eusèbe und Lisa im Kampf für ihre Ideen dem Tod von der Schippe gesprungen. Diesmal müssen sie ihr Leben für den freien Informationsfluss riskieren. Oder besser gesagt die Verbreitung kostenloser Informationen! In Sommer 1943 besteht die neue Mission des „Luchs“ darin, einen Papiervorrat zu liefern, der zum Drucken der Untergrundzeitungen 250 km von ihrem Wohnort entfernt benötigt wird. Dafür müssen sie erneut ein ganzes Netzwerk aufbauen. Was bedeutet, das größte aller Risiken einzugehen: Vertrauen.

## Entstehung
Das Duo Benoît Ers und Vincent Dugomier arbeitete bereits lange zusammen, bevor sie Die Kinder der Resistance schrieben. Die Idee stammt von Benoît Ers. Die Autoren tauschten ihre Familienanekdoten aus und stellten fest, dass sie beide Familienmitglieder hatten, die in der Resistance aktiv gewesen waren. Sie trafen zudem ehemalige Widerstandskämpfer und Menschen, die den Krieg als Kinder erlebt hatten, um die Geschichte authentischer wirken zu lassen.

## Veröffentlichung
Der erste Band wurde am 7. Mai 2015 von Le Lombard in Frankreich veröffentlicht. Es folgten bisher acht weitere Alben, die in Frankreich und Belgien über 1.000.000 Mal verkauft wurden. Die ersten sieben Alben erschienen ab Dezember 2020 auf Deutsch bei Bahoe Books in der Übersetzung von Mathias Althaler. Weitere Übersetzungen wurden auf Englisch, Spanisch, Niederländisch und Katalanisch veröffentlicht.